# Bolborhachium kevini
Bolborhachium kevini es una especie de coleóptero de la familia Geotrupidae.

## Distribución geográfica
Habita en Australia.